# Sankt Marien-Hospital (Gelsenkirchen-Buer)
Das Sankt Marien-Hospital Buer ist ein Allgemeinkrankenhaus an der Mühlenstraße 5–9 in Gelsenkirchen-Buer. Träger ist die St. Marien-Hospital Buer GmbH unter dem Dach der Gruppe St. Augustinus Gelsenkirchen. Das Haus hat zurzeit 257 Betten (Stand: Juni 2022).

## Geschichte
Das Haus wurde 1867 vom Bischof eingeweiht. 1905 zog das Klinikum an den heutigen Standort und erhielt fünf Jahre später den Nordwest-Flügel. 1966 wurde ein Neubau eines kompletten Gebäudeteils mit drei Operationssälen, Radiologie, Labor und Ambulanz errichtet. 1991 erfolgte die Neueinrichtung eines Gebäudeteils mit drei Stationen, Ambulanzen, Rettungswagenanfahrt und Küche. 1993 entstand eine Horizontalverbindung im Eingangsbereich mit Patientencafé, Kiosk und Physiotherapie. Die Sanierung des Westflügels dauerte drei Jahre; es entstanden eine Intensivstation für operative Intensivmedizin, eine kardiologisch-internistische Intensivstation und drei komplett neu gestaltete Stationen. Die Einweihung des Neubaus mit fünf Operationssälen mit technisch moderner Ausstattung erfolgte 2005. Das Sankt-Marien-Hospital Buer wurde 2007 in den Konzern der St. Augustinus Gelsenkirchen aufgenommen und ist so eng mit dem Marienhospital Gelsenkirchen verbunden.

## Fachabteilungen
- Allgemein- und Viszeralchirurgie
- Orthopädie/ Unfallchirurgie
- Gefäßchirurgie
- Innere Medizin/ Gastorenterologienund Hepatologie/ Diabetologie/ konservative Kardiologie/ Intensivmedizin
- Diabetologie
- Gynäkologie/ Geburtshilfe
- Neugeborenen-Intensivstation
- Anästhesiologie/ operative Intensivmedizin/ Schmerztherapie
- Diagnostische und Interventionelle Radiologie und Nuklearmedizin
- Physikalische Therapie